# Mentallo and the Fixer
Mentallo and the Fixer è il progetto musicale usato dai musicisti Industrial texani Gary Dassing (Mentallo) e Dwayne Dassing (The Fixer) dal 1988 al 1999, e da Gary Dassing da solo dal 1999 fino ai giorni nostri. La band ha diverse pubblicazioni con l'etichetta discografica statunitense Metropolis Records. Il loro nome deriva dai personaggi di Marvel Comics.

## Storia del gruppo
I fratelli Dassing all'inizio cominciarono a sperimentare la loro musica con i tradizionale strumenti del rock, come la chitarra e la batteria. Tuttavia, quando i due formano la loro prima band assieme al cantante Rich Mendez, Benestrophe, gli strumenti musicali scelti diventano i synthesizers e samplers. La maggior parte del materiale che registrarono divenne disponibile con le pubblicazioni di Auric Fires e Sensory Deprivation per la RAS DVA records. Dopo l'esperienza con Mendez, i due fratelli iniziarono a lavorare come Mentallo and the Fixer. La loro prima pubblicazione No Rest for the Wicked ebbe un'edizione limitata di 500-copie in vinile per la casa discografica portoghese Simbiose records, e ottenne le attenzioni di Talla 2XLC della Zoth Ommog records.
Mentallo and the Fixer poco dopo iniziarono la loro relazione con l'etichetta discografica americana di musica industrial music Metropolis Records che pubblicò il loro secondo lavoro Revelations 23. Questa pubblicazione solidificò il sound della band, che includeva "voci distorte, ritmi sequenziati tagliati duramente e un ritmo tuonante".  Tuttavia con il loro lavoro seguente, Where Angels Fear to Tread, Mentallo and the Fixer cambiarono drasticamente direzione.
A quel tempo, nel 1994, i fratelli Dassing formavano un progetto collaterale con il cantante Michael Greene, questo progetto si chiamava Mainesthai. Le due pubblicazioni di Mainesthai, Out to Lunch e Mentallo and the Fixer Meets Mainesthai furono anche pubblicate entrambe dalla Metropolis Records, ma non prima del 1998. I Dassings registrarono ancora come Mentallo and the Fixer, pubblicando il loro album successivo Burnt Beyond Recognition nel 1997, assieme a due singoli: "Centuries" e "False Prophets".
Dopo l'abbandono di Dwayne Dassing nel 1999, Gary continuò ad usare il nome Mentallo and the Fixer, e pubblicò alcuni album, incluso Algorythum, Love is the Law, Return to Grimpen Ward, e Vengeance is Mine, assieme al singolo "Systematik Ruin" che accompagnava Alogrythum. Gary Dassing è ritornato dopo cinque anni di silenzio con il nuovo album di Mentallo and the Fixer, Enlightenment through a Chemical Catalyst.

## Membri
- Gary Dassing, 1988 fino ad oggi.
- Dwayne Dassing, 1988-1999.

## Discografia

### Album
- No Rest for the Wicked (1992)
- Revelations 23 (1993)
- Where Angels Fear to Tread (1994)
- Continuum (1995)
- ... There's No Air To Breathe (1997)
- Burnt Beyond Recognition (1997)
- No Rest for the Wicked 2CD (1997)
- No Further Rest for the Wicked 2CD (1998)
- Algorythum (1999)
- Love is the Law (2000)
- Return to Grimpen Ward (2001)
- Vengeance is Mine (2001)
- Enlightenment through a Chemical Catalyst (2007)

### EPs
- Centuries (1997)
- False Prophets (1997)
- Systematik Ruin (1999)
- Commandments For The Molecular Age (2006)
- Commandments For The Molecular Age (Radio Edition) (2006)

### Side Projects

#### Mainesthai
- Out to Lunch
- Mentallo and the Fixer Meets Mainesthai (1994)